# Championnat de République tchèque de hockey sur glace 2009-2010
Saison précédente Saison suivante
La saison 2009-2010 est la dix-septième saison des championnats de hockey sur glace de République tchèque : l’Extraliga, la première division, la 1. liga, second échelon, la 2. liga, troisième division et des autres divisions inférieures.

## Saison régulière
| Place | Équipe                         | PJ | V  | VP | N | DP | D  | BP  | BC  | Pts |
| ----- | ------------------------------ | -- | -- | -- | - | -- | -- | --- | --- | --- |
| 1er   | HC Plzeň 1929                  | 52 | 29 | 6  | 0 | 7  | 10 | 162 | 128 | 106 |
| 2e    | PSG Zlín                       | 52 | 25 | 9  | 0 | 3  | 15 | 154 | 129 | 96  |
| 3e    | HC Eaton Pardubice             | 52 | 27 | 4  | 0 | 7  | 14 | 179 | 131 | 96  |
| 4e    | HC Vítkovice Steel             | 52 | 21 | 9  | 0 | 7  | 15 | 161 | 136 | 88  |
| 5e    | HC Sparta Praha                | 52 | 21 | 9  | 0 | 6  | 16 | 157 | 132 | 87  |
| 6e    | HC Oceláři Třinec              | 52 | 20 | 8  | 0 | 7  | 17 | 153 | 148 | 83  |
| 7e    | HC Slavia Praha                | 52 | 20 | 6  | 0 | 2  | 24 | 142 | 151 | 74  |
| 8e    | HC Bílí Tygři Liberec          | 52 | 21 | 2  | 0 | 5  | 24 | 141 | 151 | 72  |
| 9e    | HC Mountfield České Budějovice | 52 | 15 | 7  | 0 | 12 | 18 | 130 | 151 | 71  |
| 10e   | HC BENZINA Litvínov            | 52 | 19 | 4  | 0 | 5  | 24 | 152 | 193 | 70  |
| 11e   | HC Energie Karlovy Vary        | 52 | 17 | 3  | 0 | 9  | 23 | 135 | 152 | 66  |
| 12e   | HC Kometa Brno                 | 52 | 16 | 5  | 0 | 5  | 26 | 123 | 150 | 63  |
| 13e   | BK Mladá Boleslav              | 52 | 12 | 10 | 0 | 6  | 24 | 135 | 148 | 62  |
| 14e   | HC GEUS OKNA Kladno            | 52 | 15 | 4  | 0 | 5  | 28 | 133 | 157 | 58  |

- Équipe qualifiée pour les séries éliminatoires
- Équipe qualifiée pour le tour préliminaire
- Équipe devant jouer la phase de relégation

## Tour préliminaire
- Bílí Tygři Liberec 3-2 České Budějovice
- Slavia Prague 3-2 Litvínov

## Séries éliminatoires
|  | Quarts de finale   | Quarts de finale   |                    |   | Demi-finales | Demi-finales |  |  | Finale | Finale |
|  | Quarts de finale   | Quarts de finale   |                    |   | Demi-finales | Demi-finales |  |  | Finale | Finale |
|  |                    |                    |                    |   |              |              |  |  |        |        |
|  |                    |                    |                    |   |              |              |  |  |        |        |
|  |                    |                    |                    |   |              |              |  |  |        |        |
|  | HC Plzeň 1929      | 2                  |                    |   |              |              |  |  |        |        |
|  | HC Plzeň 1929      | 2                  |                    |   |              |              |  |  |        |        |
|  | Bílí tygři Liberec | 4                  |                    |   |              |              |  |  |        |        |
|  | Bílí tygři Liberec | 4                  | Bílí tygři Liberec | 0 |              |              |  |  |        |        |
|  |                    |                    | Bílí tygři Liberec | 0 |              |              |  |  |        |        |
|  |                    | HC Eaton Pardubice | 4                  |   |              |              |  |  |        |        |
|  | HC Eaton Pardubice | HC Eaton Pardubice | 4                  | 4 |              |              |  |  |        |        |
|  | HC Eaton Pardubice |                    |                    | 4 |              |              |  |  |        |        |
|  | HC Oceláři Třinec  | 1                  |                    |   |              |              |  |  |        |        |
|  | HC Oceláři Třinec  | 1                  | HC Eaton Pardubice | 4 |              |              |  |  |        |        |
|  |                    |                    | HC Eaton Pardubice | 4 |              |              |  |  |        |        |
|  |                    | HC Vítkovice Steel | 0                  |   |              |              |  |  |        |        |
|  | HC Vítkovice Steel | HC Vítkovice Steel | 0                  | 4 |              |              |  |  |        |        |
|  | HC Vítkovice Steel |                    |                    | 4 |              |              |  |  |        |        |
|  | HC Sparta Praha    | 3                  |                    |   |              |              |  |  |        |        |
|  | HC Sparta Praha    | 3                  | HC Vítkovice Steel | 4 |              |              |  |  |        |        |
|  |                    |                    | HC Vítkovice Steel | 4 |              |              |  |  |        |        |
|  |                    | HC Slavia Praha    | 1                  |   |              |              |  |  |        |        |
|  | HC Slavia Praha    | HC Slavia Praha    | 1                  | 4 |              |              |  |  |        |        |
|  | HC Slavia Praha    |                    |                    | 4 |              |              |  |  |        |        |
|  | PSG Zlín           | 2                  |                    |   |              |              |  |  |        |        |
|  | PSG Zlín           | 2                  |                    |   |              |              |  |  |        |        |

## Effectifs médaillés
| Place     | Équipe          | Effectif |
| --------- | --------------- | --- |
| Champion  | HC Pardubice    | Gardiens de but : Dominik Hašek, Vladislav Koutský, Martin Růžička, Filip Landsman Défenseurs : David Havíř, Jeff Jillson, Václav Kočí, Aaron MacKenzie, Kevin Mitchell, Jakub Nakládal, Aleš Píša, Petr Mocek, Marek Zukal, Aleš Křetínský, Robert Krejnus, Marek Drtina Attaquants : Jan Buchtele, Jiří Cetkovský, Jan Kolář, Petr Koukal, Adam Pineault, Libor Pivko, Daniel Rákos, Radovan Somík, Rastislav Špirko, Tomáš Zohorna, Lukáš Pilař, Lukáš Nahodil, Lukáš Radil, Robert Kousal, Jan Semorád, Jan Starý, Filip Stoklasa, Michal Klejna, Tomáš Bláha, Petr Sýkora Entraîneur : Václav Sýkora, Jan Votruba |
| Finaliste | HC Vítkovice    | Gardiens de but :Jakub Štěpánek, Filip Šindelář Défenseurs : Michal Barinka, Petr Jurečka, Petr Kuboš, Pavel Trnka, Richard Stehlík, Vladimír Sičák, Denis Rehák, Roman Němeček, Ondřej Vitásek, Tomáš Voráček Útočníci: Jiří Burger, Radim Hruška, Jan Káňa, Lukáš Klimek, Lukáš Krenželok, Marek Kvapil, Pavel Selingr, Juraj Štefanka, Petr Strapáč, Vladimír Svačina, Roman Szturc, Yorick Treille, Viktor Ujčík, Petr Vrána, Ondřej Roman, Ondrej Šedivý Entraîneurs : Alois Hadamczik, Kamil Konečný |
| Troisième | HC Slavia Praha | Gardiens de but : Dominik Furch, Robert Slipčenko, Stanislav Neruda, Jaroslav Suchan Défenseurs : Jiří Drtina, Darcy Campbell, Jiří Jebavý, Petr Kadlec, Pavel Kolařík, Karol Sloboda, Lukáš Špelda, Jiří Vašíček, Vladimír Roth, Tomáš Žižka Útočníci: Josef Beránek, Miloslav Čermák, Roman Červenka, Jiří Doležal, Lukáš Endál, Miroslav Holec, Petr Jelínek, Vladimír Růžička, Jakub Sklenář, Tomáš Svoboda, Marek Tomica, Michal Vondrka, Noah Clarke, Lukáš Havel, Alexandre Imbeault, Tomáš Kůrka Entraîneur : Vladimír Růžička                                                                                 |

## Poule de relégation
| Place | Équipe                  | PJ | V  | VP | DP | D  | BP  | BC  | Pts |
| ----- | ----------------------- | -- | -- | -- | -- | -- | --- | --- | --- |
| 1er   | HC Kometa Brno          | 64 | 22 | 8  | 6  | 28 | 159 | 178 | 88  |
| 2e    | HC GEUS OKNA Kladno     | 64 | 22 | 5  | 7  | 30 | 169 | 186 | 83  |
| 3e    | HC Energie Karlovy Vary | 64 | 20 | 5  | 11 | 28 | 160 | 179 | 81  |
| 4e    | BK Mladá Boleslav       | 64 | 13 | 11 | 8  | 32 | 158 | 184 | 69  |

## Barrage de promotion / relégation
- BK Mladá Boleslav - KLH Chomutov ; 4-1